# Aztecaster
Aztecaster é um género botânico pertencente à família Asteraceae. É composto por 2 espécies descritas e aceites.
O género foi descrito por Guy L. Nesom e publicado em Phytologia 75(1): 64. 1993.
Trata-se de um género não listado pelo sistema de classificação filogenética Angiosperm Phylogeny Website.

## Espécies
As espécies aceites neste género são:
- Aztecaster matudae (Rzed.) G.L.Nesom
- Aztecaster pyramidatus (B.L.Rob. & Greenm.) G.L.Nesom